# Jaunākās Ziņas
Jaunākās Ziņas (Seneste Nyheder) var en lettisk-sproget avis, der udkom i Riga fra 1911 til 1940, og den største og mest indflydelsesrige for sin tid. Avisen ejedes af Benjamin-paret, og oprindeligt med Emīlija Benjamiņa som udgiver og Antons Benjamiņš som chefredaktør.
Selvom den i begyndelsen var en prisbillig avis for den brede offentlighed, blev den et førende dagblad for det demokratiske centrum og liberale bevægelser, med det største oplag og ry for pålidelighed. Efter Antons Benjamins' ansættelse som chefredaktør, påtog Jānis Kārkliņš sig stillingen i 1921; Ernests Runcis-Arnis i 1928 og Pēteris Blaus i 1937–40. Jaunākās Ziņas oplag på hverdage var cirka 160.000 eksemplarer, og om søndagen 200.000. Avisens popularitet skyldtes dens blanding af rettidig information om aktuelle begivenheder og offentliggørelse af føljetoner fra populære romaner, såsom Tarzan, og debuterende ny litteratur, herunder poesi af Rainis.